# Nam Khun (huyện)
Nam Khun (tiếng Thái: น้ำขุ่น) là một huyện (amphoe) ở tây nam của tỉnh Ubon Ratchathani, đông bắc Thái Lan.

## Lịch sử
Khu vực Nam Khun ban đầu thuộc Nam Yuen. Chính quyền đã lập tiểu huyện (king amphoe) ngày 15 tháng 7 năm 1996.
Theo quyết định của chính phủ Thái Lan vào ngày 15 tháng 5 năm 2007, tất cả 81 tiểu huyện đều được nâng lên thành huyện. Với việc đăng công báo ngày 24 tháng 8, việc nâng cấp này thành chính thức.

## Địa lý
Các huyện giáp ranh (từ phía tây theo chiều kim đồng hồ) là: Kantharalak của tỉnh Sisaket, Thung Si Udom, Det Udom and  Nam Yuen của Ubon Ratchathani, và Preah Vihear của Campuchia.

## Hành chính
Huyện này được chia thành 4 phó huyện (tambon), các đơn vị này lại được chia ra thành 49 làng (muban). Không có khu vực đô thị, có 4 Tổ chức hành chính tambon.
| STT. | Tên        | Tên Thái | Số làng | Dân số |  |
| ---- | ---------- | -------- | ------- | ------ |  |
| 1.   | Ta Kao     | ตาเกา    | 12      | 8.936  |  |
| 2.   | Phaibun    | ไพบูลย์    | 14      | 7.316  |  |
| 3.   | Khilek     | ขี้เหล็ก    | 13      | 7.840  |  |
| 4.   | Khok Sa-at | โคกสะอาด | 10      | 6.495  |  |